# .ge

Vlag van Georgië

.ge is het achtervoegsel van domeinnamen van Georgië.